# Rußbach
Rußbach è un comune austriaco di 1 391 abitanti nel distretto di Korneuburg, in Bassa Austria.

## Geografia
Le comuni catastali sono Niederrußbach, Oberrußbach e Stranzendorf.